# Hurworthia
Hurworthia là một chi bướm đêm thuộc họ Erebidae.